# Nicolò Politi

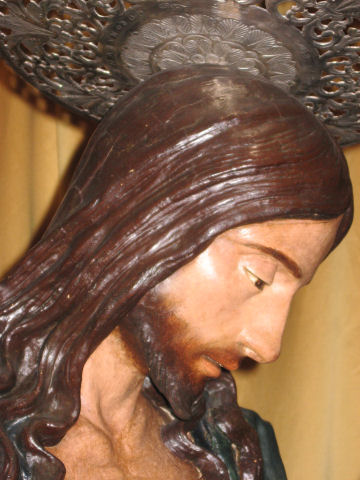
Simulacro di San Nicolò Politi ad Alcara Li Fusi

San Nicolò Politi (Adrano, 1117 – Alcara Li Fusi, 17 agosto 1167) fu un eremita, venerato come santo dalla Chiesa cattolica. È santo patrono e protettore di Adrano e Alcara li Fusi.

## Agiografia
Nicolò nacque ad Adernò (l'odierna Adrano) intorno all'anno 1117 presso l'illustre famiglia Politi, da Almidoro e Alpina.
I suoi genitori, avanti negli anni, attraverso preghiere, digiuni ed opere di misericordia ottennero dal Signore questo unico figlio.
Già in fasce suscitava meraviglia, perché si asteneva senza patirne dal latte materno il mercoledì, il venerdì ed il sabato.
La sua fanciullezza fu segnata da eventi prodigiosi, testimoni di una fede solida. 
Da bambino fuggiva i peccati come serpenti, cacciava i demoni e come forte difensore li metteva in fuga. Sin dai teneri anni seguì l'esempio e la vita di uomini pii e molti, dopo averli strappati a scelleratezze, corresse a miglior frutto.
Profondamente devoto alla Vergine Maria, innamorato della SS. Trinità, scelse di votare la propria vita al Signore.
Così come la sua lingua era sempre pronta nella lode di Dio, così le sue mani erano generose nell'elemosina.
Quando Nicolò ebbe circa 17 anni, i suoi genitori decisero contro la volontà del figlio le sue nozze con una fanciulla di buona famiglia.
Fermo nel suo proposito di servire il Signore, la prima notte delle nozze, un messaggero celeste recò al giovane la risposta alle sue preghiere: «Nicolò! Alzati e seguimi! Ti mostrerò un luogo di penitenza, dove, se vorrai, potrai salvare la tua anima.»
Fu così che il giovane Politi fuggì dalla propria casa, trovando rifugiò in una antichissima grotta nell'attuale contrada "Aspicuddu", alle falde dell'Etna.
Nicolò ritenne ben presto quel luogo poco adatto al suo proposito, non lontano dalla terra natia e occasionalmente frequentato da pastori che prima o poi l'avrebbero potuto riconoscere.
La famiglia, infatti, a circa tre anni dalla sua scomparsa fu prossima al suo rifugio, allorquando un angelo avvisò Nicolò di partire verso il Monte Calanna, nel territorio di Alcara, per non perdere lo stato di grazia fino a quel momento conquistato.
Nicolò abbandonò così la sua terra natìa, guidato secondo la tradizione da un'Aquila reale, diretto verso i monti Nebrodi.
Durante il viaggio subì la tentazione del demonio attraverso le lusinghe di un ricco mercante che tentò di distoglierlo dal compimento della volontà di Dio, che nulla poté contro la incrollabile fede e la purezza verginale di Nicolò.
Secondo la tradizione seicentesca sostò lungo il viaggio presso l'abbazia greco-bizantina di Maniace, dove conobbe il giovane monaco  San Lorenzo da Frazzanò.
Ripartito verso il luogo promesso da Dio, percorse la via regia per Fragalà insieme con Lorenzo che salutò giunto al Mueli.
Da qui proseguì verso il Calanna e attraverso scoscesi sentieri giunse in una zona arida e rocciosa, assetato e stanco per l'impervio cammino. 
Supplicò il Signore di soccorrerlo e seguendo il consiglio celeste, con il suo bastone crociato percosse un grande masso, che cominciò a trasudare acqua limpidissima. 
Una sorgente con la quale poté dissetarsi e per la quale, in seguito, avvennero e avvengono prodigi e guarigioni da molte infermità.
A poca distanza dalla sorgente trovò la sua nuova dimora, uno sperone di roccia al di sotto del quale una cavità permetteva un modestissimo ma nascosto riparo, sede di animali selvatici. 
Da quel luogo poi individuò, dalla parte opposta della valle del fiume Ghida, il monastero di Santa Maria del Rogato, che scelse come cenobio di riferimento ove accedere nel giorno di sabato ai sacramenti della Penitenza e della Comunione. Il suo confessore e guida spirituale fu probabilmente quel Cusmano Teologo che, successivamente, ne scrisse le notizie della vita e ne compose l'inno che celebrò le virtù e i miracoli del santo eremita d'Adrano.
Seguì la regola di San Basilio e San Teodoro Studita, secondo i costumi dei monaci italo-greci e in particolare degli anacoreti esicasti del luogo e di quel tempo, così come insegnato dall'egumeno (abate) Gregorio del monastero di San Filippo di Fragalà.
Trascorse quindi il resto della sua vita servendo il Signore, divenendo stauroforo, ricevendo il microschima, sconosciuto al mondo, nella massima astinenza, in asprissima penitenza, commuovendosi fino alle lacrime notte e giorno nella contemplazione della passione di Cristo, compiendo frequentissime piccole e grandi metanie, in costante e mai silente preghiera, invocando la SS. Trinità con queste parole:
"O Padre, o Figlio, o Santo Spirito, volgiti alla mia preghiera, onde mi trovo in questo luogo deserto, in te soltanto ho riposto ogni mia speranza, quando lascerò la vita, ti supplico, accogli la mia anima."
Si cibava al più una volta al giorno di erbe e, talvolta, del solo pane angelico. 
Secondo la leggenda, occasionalmente, fu l'aquila a portargli mezzo pane per il suo sostentamento.
Durante un suo pellegrinaggio al Rogato, riconobbe tra i monaci Lorenzo Ravì, con il quale fece poi ritorno all'eremo. Trascorsero il giorno e la notte in santi dialoghi e in melodiosa e commossa preghiera e la fedele aquila, per l'occasione, portò loro un pane intero.
Al momento del commiato, Lorenzo salutò Nicolò e condivise con lui il celeste avviso ricevuto che ne preannunciava la morte il prossimo 30 dicembre.
Approssimandosi la sua morte, un giorno incontrò due donne che trasportavano delle pere. Stese la mano chiedendo la carità in nome di Gesù Cristo. Una delle donne accettò offrendogli qualche frutto, l'altra negò l'elemosina passando oltre. Nicolò rese grazie a Dio e invocò la benedizione del Cielo sulla donna che lo aveva soccorso.
Il 14 agosto ricevette il celeste avviso che gli preannunciò la sua prossima morte; il giorno successivo si recò al Rogato, dove rivelò al padre spirituale la sua imminente morte.
Così come piamente e in umiltà era vissuto, andò incontro alla morte, in ginocchio, durante la preghiera, con la croce tra le braccia, un libro aperto tra le mani e il viso rivolto al cielo.
Proprio in questo atteggiamento, il 17 agosto 1167, lo ritrovò il buon uomo Leone Rancuglia, un agricoltore intento a cercare tra le balze del Monte Calanna un bue che aveva smarrito.
Leone intravide nella penombra dell'eremo il corpo esanime dell'eremita, ma credendolo soltanto addormentato, dopo averlo chiamato più volte, volle toccarlo col bastone che portava con sé. Al tocco, il suo braccio si rattrappì e con gran sgomento e timore al paese d'Alcara, dove si mise a raccontare a gran voce quanto gli era successo. Nel contempo, le campane delle chiese di Alcara cominciarono a suonare senza esser mosse da mano umana.
Cittadini e clero compresero che Leone aveva trovato il corpo di un santo eremita e, allestito un feretro, guidati da Leone, si recarono presso l'eremo del Calanna.
Non appena Leone indicò il masso sotto il quale aveva visto l'eremita il suo braccio fu sanato.
Tra il popolo accorso al ritrovamento erano presenti anche le due donne che avevano incontrato l'eremita negli ultimi giorni della sua vita terrena. Esse ne riconobbero il santo corpo e testimoniarono dei prodigi ai quali assistettero dopo quell'incontro. 
Infatti, la donna che aveva fatto la carità attestò che la sua frutta s'era conservata come mai e meglio di prima e, inspiegabilmente, per molto più tempo dell'ordinario. Colei che, invece, aveva opposto il suo rifiuto, appena rientrata in casa, vide marcire talmente in fretta la sua frutta, tanto che nessuna pera risultò commestibile.
I cittadini prelevarono con ogni cura e devozione il corpo santo, lo posero sul feretro e in processione si avviò verso il paese per trasportarlo nella sua chiesa maggiore.
Sulla via di Sant'Ippolito il feretro divenne talmente pesante da non permettere ai portatori di poter andare oltre. Nello stupore generale si pensò che Dio non volesse che il corpo fosse portato in quella chiesa, pertanto, nominate una per volta le chiese nel paese, si tentò di trasportarvi il santo corpo, ma senza alcun risultato.
Solo quando un bambino ancora in fasce, che la madre portava tra le braccia disse di portarlo alla Beata Vergine sotto il nome di Santa Maria lo Rogato, il feretro tornò al suo peso originale e permise di trasporre il santo corpo alla chiesa del Rogato.
In quel luogo santo, il corpo dell'eremita rimase incorrotto per 336 anni e numerosi miracoli vennero attribuiti alla sua intercessione.

## Inno di Cusmano Teologo a San Nicola eremita (XII secolo)
Col bastone e la benedizione scacciò tutti i lupi dall'ovile,
come padre e avvocato dei popoli, ha cura di coloro i quali devotamente lo venerano:
e ci libera da qualunque pericolo e malattia.
Sin da fanciullo fuggiva i peccati come serpenti.
Scacciava i demoni e, come strenuo combattente li metteva in fuga:
era anche un muro fortissimo contro i nemici:
intercedi per le nostre anime.
Trascorse una vita profondamente aspra,
e mostrò una straordinaria sottomissione d'animo e pietà,
per ciò grandi sono le nostre devozioni per lui:
perché non abbandona mai devoti nelle loro necessità.
Sin dai teneri anni seguì l'esempio e la vita di uomini pii
'e molti, dopo averli strappati a scelleratezze, corresse a miglior frutto.'
Quando pregava Dio, questa era la sua orazione:
"O Padre, o Figlio, o Santo Spirito, volgiti alla mia preghiera,
onde mi trovo in questo luogo deserto, in te soltanto ho riposto ogni mia speranza,
quando lascerò la vita, ti supplico, accogli la mia anima.".
Come un pastore sei venuto a noi ,
e come sole splendente, hai dato la luce ai ciechi
e ci hai diretto alla verità.
Come visse piamente e umilmente, così si presentò alla morte;
e dal buon uomo Leone fu trovato, vestito con l'abito da eremita,
e così come luce al mondo apparve.
È sorto a questa città uno splendore che giammai tramonta:
sei certamente intercessore presso Dio ed ascolti chi ti invoca, in terra e in mare:
da poi ti lodiamo e ti rendiamo grazie.
Il Beato Nicolò, col segno della Croce fatto col bastone,
ha guarito le pecore e scacciato i lupi,
ed i popoli vicini ha protetto dalle malattie.
Io Cusmano teologo ho conosciuto il suo immenso zelo di penitenza,
col quale mentre viveva si è tormentato,
e per la penitenza sei stato simile ad una lucerna ardente,
innanzi a Dio, presso il quale sei andato.
Ora certamente godi degli splendori della gloria.
Ardentemente hai pregato Dio,
affinché ci concedesse la sua grazia e con la penitenza hai ottenuto la forza,
affinché restituissi la vista ai ciechi e l'udito ai sordi, e guarissi tutte le malattie.
La spelonca, nella quale abitasti, l'occupavano serpenti e vipere,
i quali al tuo ordine e con l'asprezza della vita hai scacciato assai lontano.
Invocato il tuo nome, sedasti la tempesta del mare,
ed alla nave desti un viaggio prospero in un porto sicuro.
Dall'infanzia è stato pienamente provato che egli fosse consacrato a Dio.
Infatti, ancora in fasce, si asteneva dal latte, nei giorni di Mercoledì, Venerdì e Sabato,
non senza grande ammirazione e stupore di tutti.
Le tue preghiere erano gradite a Dio;
infatti erano pronunciate da un cuore sincero.
O forte difensore presso Dio, contro i Demoni, e avvocato dei Cristiani,
liberaci dai nostri mali.
Così come la sua lingua fu pronta a lodare Dio,
così la mano munifica alle elemosine.
Siano Benedette le mammelle, alle quali suggesti;
e sia benedetto il ventre che ti ha generato;
perché sei Vergine, e di mente, e di corpo.

## Culto

### Canonizzazione
Il 7 giugno 1507 il pontefice Giulio II, concesse con breve apostolico la sanatoria per l'avvenuta traslazione del corpo del santo dalla chiesa disabitata del Rogato alla Chiesa principale della città d'Alcara, riconoscendo la santità di Nicolao de Polito, noto come Beato Nicolao, e autorizzando il culto del Santo con le relative celebrazioni e processioni presso Alcara e presso l'eremo del Calanna dove il santo morì.

### Festeggiamenti annuali
- 3 maggio ad Alcara li Fusi (ME) - in ricordo della rogazione dei miracoli ovvero, come la tradizione ha poi ricordato l'evento, il  "miracolo della pioggia" del 10 maggio 1503;
- dal 2 al 4 agosto ad Adrano (CT) - solennità il 3 agosto per il dies natalis.
- dal 15 al 18 agosto ad Alcara li Fusi (ME) - solennità il 17 agosto giorno della sua beata morte e ritrovamento del corpo del Santo.

### Anni giubilari
- A.D. 2017. IX Centenario della nascita del santo. Giubileo concesso da papa Francesco alla comunità ecclesiale di Adrano, XIV Vicariato dell'Arcidiocesi di Catania.
- A.D. 2007. V Centenario del breve pontificio che ne autorizzò il culto. Giubileo concesso da papa Benedetto XVI alle comunità ecclesiali di Adrano e Alcara Li Fusi.